# Антоније Мајсторовић
Антоније Мајсторовић (Ранковић) је био син Ранка Мајсторовића (1768—1840) из Азање. Антоније Мајсторовић је био члан Народног суда (1833) и државни саветник. Члан Државног савета постао је у време кнеза Александра Карађорђевића.
Бавио се писањем песама и био члан Књажевско-србског театра Јоакима Вујића који је постојао у Крагујевцу у периоду 1834-1836. године. Такође је и помогао у оснивању прве државне основне школе у Азањи.
У модерној српској историји остао је познат као један од организатора тзв. "Мајсторовићеве завере“ из 1863. заједно са још 35 истомишљеника. „Завера“ је имала за циљ планирање и убиство кнеза Михаила Обреновића и повратак на престо Карађорђевића.
Антоније Мајсторовић и другови су после вишемесечне истраге изведени пред смедеревски Окружни суд, који је маја 1864. године (по старом календару) донео пресуду. Судско веће је 26 затвореника осудило, четворица су, како се у оно време говорило, „пуштени испод суђења“, а четворица ослобођена због недостатка доказа. Међутим, ниједном од осуђених није била изречена казна већа од две године затвора.
Одлука Великог суда од 3. јуна 1864. године, којом су ослобођени сви учесници „Мајсторовићеве завере“ запрепастила је кнеза Михаила, Владу и Савет. Оваква одлука је довела до обрачуна кнеза Михаила са судијама Великог суда и њих петорица је осуђено на затворску казну од три године. Афера је нанела огромну моралну штету режиму кнеза Михаила Обреновића и после тога он више није важио као демократски. Антоније Мајсторовић је стрељан у Азањи 1866. године.